# Procladius paragretis
Procladius paragretis är en tvåvingeart som beskrevs av Roback 1971. Procladius paragretis ingår i släktet Procladius och familjen fjädermyggor. Inga underarter finns listade i Catalogue of Life.